# Клермен
Клермен (фр. Clermain) насеље је и општина у источном делу централне Француске у региону Бургоња, у департману Саона и Лоара која припада префектури Макон.
По подацима из 2011. године у општини је живело 238 становника, а густина насељености је износила 41,18 становника/km². Општина се простире на површини од 5,78 km². Налази се на средњој надморској висини од 271 метар (максималној 545 m, а минималној 262 m).

## Демографија
| 1962. | 1968. | 1975. | 1982. | 1990. | 1999. | 2011. |
| ----- | ----- | ----- | ----- | ----- | ----- | ----- |
| 161   | 196   | 202   | 198   | 177   | 197   | 238   |

График промене броја становника у току последњих година